# Acanthocreagris ruffoi
Espèce
Synonymes
- Microcreagris italica ruffoi Lazzeroni, 1969

Acanthocreagris ruffoi est une espèce de pseudoscorpions de la famille des Neobisiidae.

## Distribution
Cette espèce se rencontre en Italie en Molise, en Abruzzes, au Latium, au Basilicate, en Calabre et en Sicile, en Croatie et à Malte.

## Systématique et taxinomie
Cette espèce a été décrite sous le protonyme Microcreagris italica ruffoi par Lazzeroni en 1969. La sous-espèce en même temps que son espèce est placée dans le genre Acanthocreagris par Mahnert en 1974. Elle est élevée au rang d’espèce par Gardini en 1998.

## Publication originale
- Lazzeroni, 1969 : Sur la faune de pseudoscorpions de la région apenninique méridionale. (Recherches sur les Pseudoscorpions. III.). Memorie del Museo Civico di Storia Naturale di Verona, vol. 16, p. 321-344.